# Strašnice
Strašnice (německy Straschnitz) jsou od roku 1922 městská čtvrť a katastrální území Prahy. Jsou z převážné části součástí městského obvodu a městské části Praha 10, malá část Strašnic u hranic se Žižkovem (průmyslové a skladové areály Tesla Strašnice a Pramen Praha a tenisové dvorce v oblasti Třebešína) patří do obvodu a městské části Praha 3. Strašnice sousedí na západě s Vršovicemi a Vinohrady, na severozápadě s Žižkovem, na severovýchodě s Malešicemi, na východě s Hostivaří, na jihu se Záběhlicemi a na jihozápadě Michlí.
Dne 30. října 2014 byla otevřena naučná stezka ve Strašnicích, která měří 3,5 km, má 11 zastavení a seznamuje návštěvníky s mnoha zajímavostmi z historie čtvrti. Na začátku stezky u stanice metra Strašnická je umístěn automatický výdejník letáků s informacemi o zajímavých místech na trase. Toto zařízení, které je napájeno sluneční energií, je prvním přístrojem tohoto druhu.

## Historie

### Původ názvu
K roku 1185 doloženo spojení „de Strasnic“. Původně Strašnice znamenalo „ves lidí Strašnových“ – od osobního jména Strašen (toto jméno mělo od nositele odhánět – „odstrašovat“ – zlé démony).

### Samostatné Strašnice
Strašnice jsou zmiňovány v letech 1185 (kdy patřily vyšehradské královské kapitule) a 1222. Ve čtrnáctém století zde byly tři dvory (Názův, Štukův a Elingův). Staroměstský občan Jindřich Náz byl též majitelem vinice v místě dnešního krematoria. V 15. století jsou uváděny dvě tvrze (při Štukově a Elingově dvoře). Tvrz v Elingově dvoře zpustla a posléze sloužila jako terč pro nově ulitá děla. Mezi majiteli se vystřídala královská komora, Staré i Nové Město i soukromí majitelé. Při rakousko-pruské bitvě u Štěrbohol (6. května 1757) byly Strašnice zpustošeny.
V roce 1781 byly Staré Strašnice obnoveny a vznikly vedle nich také Nové Strašnice, ty však nikdy nebyly samostatnou obcí. Zhruba od roku 1898 se v matrikách používal sloučený název Strašnice. Strašnicím vedla církevní matriku v letech 1676–1784 farnost Prosek, v letech 1673–1775 též farnost svatého Ignáce, v letech 1784–1920 žižkovská (olšanská) farnost svatého Rocha.
Strašnice byly do 19. století známé pěstováním zelí. Ke konci 19. století měly Staré Strašnice 50 domů a Nové Strašnice 14, Strašnice celkem měly 650 obyvatel (rok neuveden). V obci byly dvě cihelny, Vackova a Kosova, jejichž majitelé ve velkém budovali činžovní i rodinné domy. Začátkem 20. století Strašnice získaly poštovní a telegrafní úřad, četnickou stanici, vodovod, v roce 1912 elektrické veřejné osvětlení. V roce 1900 byly Staré Strašnice s 1075 obyvateli[zdroj?] a Nové Strašnice se 133 obyvateli[zdroj?] vesnicemi žižkovského okresu. Roku 1910 měly již 4 060 obyvatel, roku 1934 již 20 000.

### Součástí Prahy
Při sloučení s Prahou 1. ledna 1922 měly celkem 4 800 obyvatel. Od 17. ledna 1923 byly součástí samosprávného obvodu Praha XIII se sídlem ve Vršovicích, do obvodu patřily ještě Záběhlice a Hostivař. Od 21. října 1947 se rozdělením Prahy XIII staly Strašnice sídlem nového obvodu Praha XX-Strašnice, do nějž byla zařazena ještě Hostivař a část Záběhlic zvaná Zahradní Město. Od 1. dubna 1949 byly Strašnice přičleněny do obvodu Praha 10 (s Hostivaří, Malešicemi a Zahradním Městem). Od 11. dubna 1960 jsou Strašnice z převážně součástí obvodu Praha 10 se sídlem ve Vršovicích a z malé části součástí obvodu Praha 3, tvořeného především Žižkovem. Od 24. listopadu 1990 jsou Strašnice součástí městských částí Praha 10 a Praha 3, které jsou jádrem stejnojmenných městských obvodů.
Po vzniku Velké Prahy vznikly ve Strašnicích Masarykova kolonie (1920), Zborov (1920), Kolonie strojvůdců (1922), kolonie Klínek (1923), Rybníčky (1923), Skalka (30. léta).

## Území

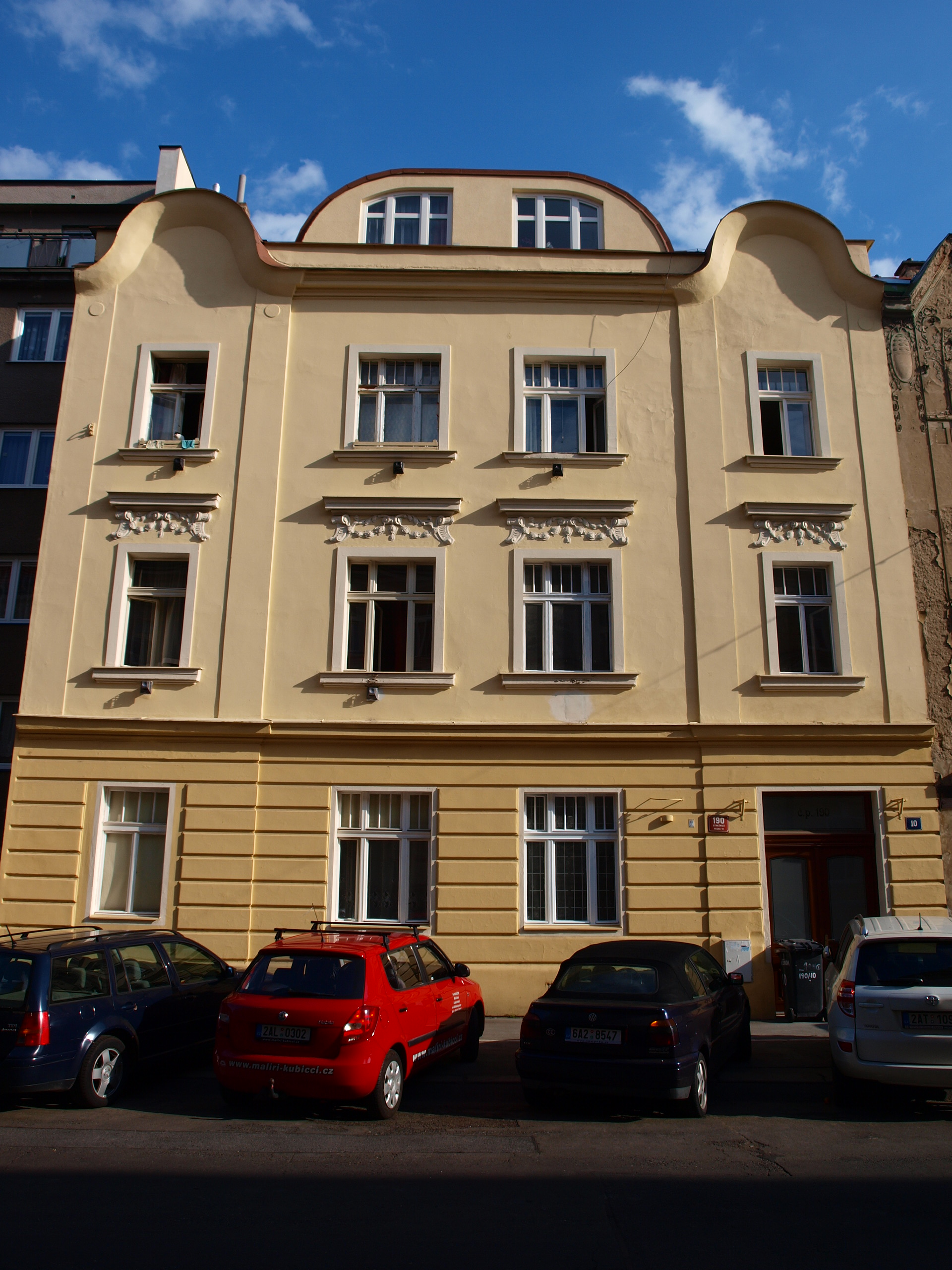
Strašnice, typický nájemní dům (Věšínova ulice)

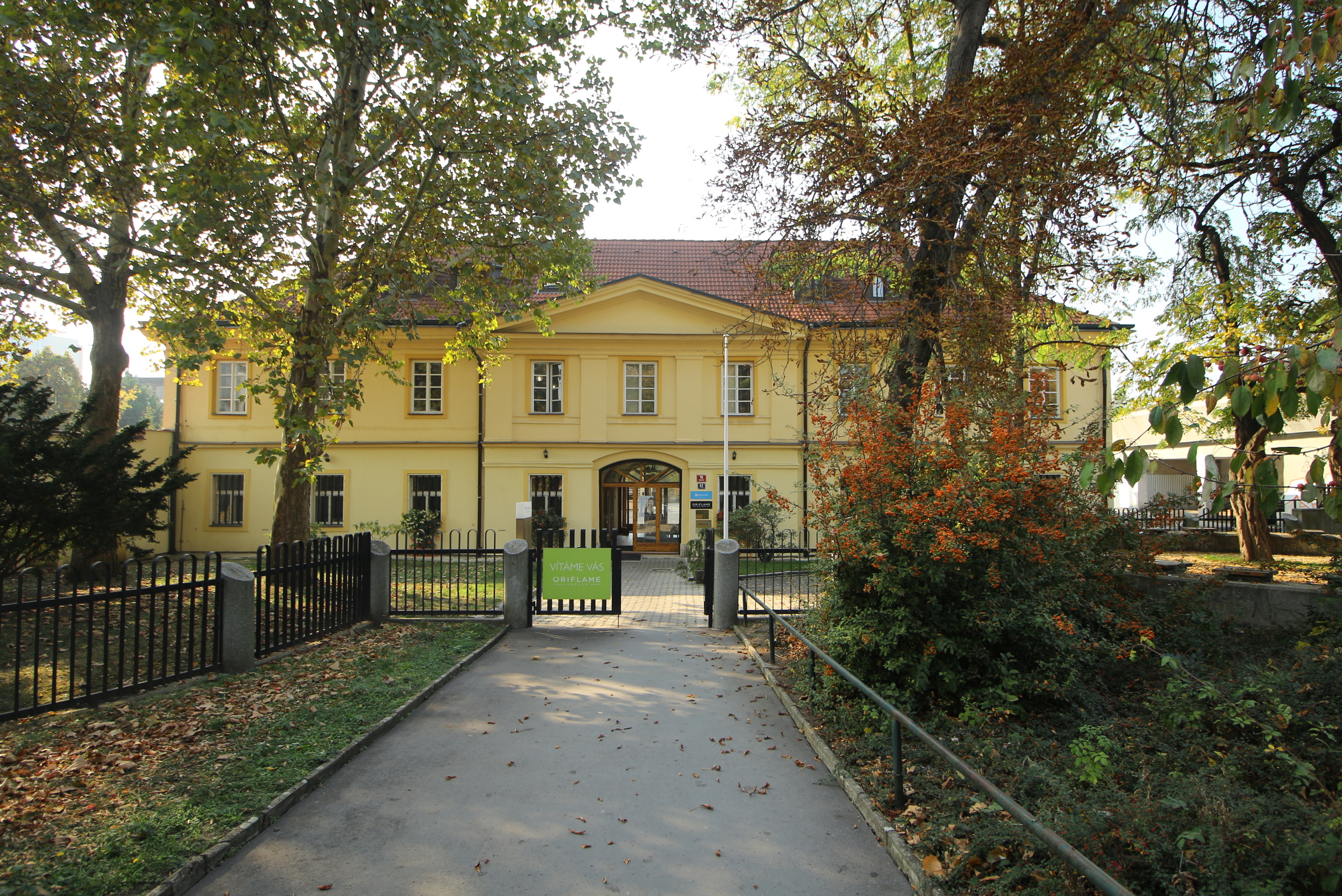
Bečvářův statek

- Staré Strašnice je území v okolí ulic Starostrašnické, Průběžné a Dubečské, tedy v okolí stanice metra Strašnická. Navzdory názvu zde téměř žádné historické objekty nejsou, převažuje zástavba z počátku dvacátého století doplněná menšími sídlišti. U Průběžné ulice je objekt někdejší Chirany Strašnice.
- Hagibor – klín území mezi ulicemi Vinohradská a Izraelská, u hranice s Vinohrady nedaleko stanice metra Želivského. Sportovní areál DP Praha a Bohemians Praha, budova České námořní plavby. Uvažovalo se zde o výstavbě hokejového stadionu (jako alternativa k Sazka Aréně) nebo jednoho z olympijských stadionů. Zatím žádný z takových návrhů neuspěl. V roce 2008 zde byla dokončena výstavba budovy Svobodné Evropy.
- Třebešín – vilová čtvrť sousedící se Žižkovem a Malešicemi, na východě ohraničená zhruba úrovní ulice Hostýnské, do území Strašnic zasahuje i okraj sídliště Malešice. Je zde odborné učiliště a průmyslová škola. V části Strašnic spadající do Prahy tři jsou tenisové kurty, areál Tesly Strašnice a Pramenu Praha. Na severu jsou zde Strašnice ohraničeny nákladovým nádražím a železniční tratí, která již patří k Žižkovu.
- Oblast u železničních tratí. Do Strašnic patři úzký pás nákladového nádraží až ke stadionu Slavie, vklíněný mezi Vršovice na severu a Michli na jihu. Přímo pod Bohdalcem patří do Strašnic i ulice Nad Slavií s okolní zástavbou, jižně od nákladového nádraží Strašnice i pás kolonie Na Slatinách. V prostoru uzavřeném mezi nákladovým nádražím a osobní železniční tratí je obytná kolonie kolem ulice U trati, která v letech 1925–1947 nesla název Kolonie strojvůdců – domy v této oblasti budovalo ve dvacátých letech stavební družstvo Strojvůdce. S ní sousedí sportovní areál Union Praha a zanedbané průmyslové a skladové oblasti. Území kolmo protíná ulice V Korytech. Západně od ní je někdejší továrna na motocykly Jawa. Celé toto území včetně nákladového nádraží čeká rozsáhlá přestavba, nákladové nádraží má být zrušeno, železniční trať přeložena, v západní části území má být postavena nová stanice metra na nově větvi trasy A. Někdejší Masarykova kolonie z dvacátých let je kolem dnešní ulice Bylanské, za nacismu (1940) a později znovu za socialismu (1955) však o svůj název přišla.

- Sídliště Solidarita a Zborov – východní část Strašnic v okolí Černokostelecké ulice. Na severu sousedí ulicí V úžlabině s Malešicemi. Někdejší kolonie Zborov v oblasti dnešních ulic Rostoklatská a Tuklatská byla zrušena a na její místo zasahuje sídliště.
- Skalka, sídliště Skalka, vilové Rybníčky, sídliště Rybníčky – sídliště Skalka se rozkládá východně od stanice metra Skalka, mezi ulicemi Na Padesátém a Přetlucká. Na jihu k němu přiléhá Jižní spojka, jejíž architektonicky zajímavý zavěšený most šikmo přecházející železniční trať a nákladové nádraží patří rovněž do Strašnic. Jižně od Průběžné ulice v oblasti Skalky je hasičská stanice, automobilové opravny, Akuma a další průmyslové objekty, jižně od jihozápadní části Přetlucké ulice nouzová kolonie domků (u ul. Dolínecké). Severně od stanice metra Skalka je moderní sídlo Českého statistického úřadu a hypermarket Tesco.
- Kolonie Za dráhou (nověji nazývaná i V rybníčkách) je za odbočující nákladovou železniční tratí do Malešic, v okolí Mokřanské ulice. Základ kolonie pochází z dvacátých let 20. století, v roce 1962 přestala být považována za nouzovou a byly zde pojmenovány ulice.
- Nové Strašnice – zbytky původní vsi (několik domků, polorozpadlý statek, štít datovaný 1812 a kaplička) podél východní části Novostrašnické ulice, mezi Úvalskou ulicí a stanicí metra Depo Hostivař.
- Hostivařsko-malešická průmyslová oblast – část území Strašnic východně od někdejších Nových Strašnic je od zbytku území oddělena nákladovou železniční tratí. V této odlehlé části je stanice metra Depo Hostivař, stejnojmenné depo, větší část opravárenské základny metra (jejíž velmi malá část leží již skutečně na území Hostivaře, podle níž je pojmenována) a přilehlý lesík patřící Dopravnímu podniku a obydlený bezdomovci, s několika manipulačními kolejemi a skládkou materiálu vytěženého při stavbě metra. Do území Strašnic spadají ještě areály někdejších firem Druchema a Výtvarná řemesla. Několik průmyslových objektů je i na druhé straně železnice, severně od tramvajové smyčky Černokostelecká.

Na území Strašnic není žádné náměstí, přesněji řečeno žádné místo pojmenované jako náměstí. Přirozeným centrem Strašnic je dnes Starostrašnická ulice a okolí stanice metra Strašnická, významnými osami jsou také Průběžná a Černokostelecká ulice a lokálním dopravním a obchodním centrem je též okolí stanice metra Skalka.

## Doprava

### Silnice
Ve Strašnicích je 156 pojmenovaných ulic. Hlavními tepnami jsou ulice Vinohradská a na ni navazující Černokostelecká, z Vinohradské do Malešic odbočuje Počernická, souběžně od Vršovic vede ulice V Olšinách (kolem stanice metra Strašnická), z ní odbočuje Průběžná směrem k Zahradnímu Městu, severojižním směrem Strašnice propojuje ulice Na Padesátém (kolem stanice metra Skalka) a na ni navazující Úvalská. Osou Starých Strašnic v severojižním směru bývala ulice Starostrašnická, která je dnes přerušená a jejíž jižní část se nyní jmenuje Ke Strašnické. Od ní pokračuje po křižovatce s Průběžnou ulice V korytech (dříve Vkorytách) do starých Záběhlic v trase prastaré obchodní cesty z Libně do Posázaví.
Černokostelecká ulice je výpadovkou nejen směrem do Říčan a ke Kostelci nad Černými lesy, podle nějž je pojmenovaná, ale i do Kutnohorska a do okolí města Sázavy.

### Autobus
Zastávka Černokostelecká byla po mnoho desetiletí významnou zastávkou příměstských a meziměstských autobusových linek do těchto směrů, například v dobách, kdy tato doprava byla (zhruba od konce roku 1980) ukončena u stanice metra Želivského, i v dobách, kdy byla od 24. září 2000 zařazena do Pražské integrované dopravy a přitom přeložena ke stanici metra Skalka. Od 28. května 2006 byly městské i příměstské linky do těchto směrů zkráceny k nové stanici metra Depo Hostivař.

### Metro

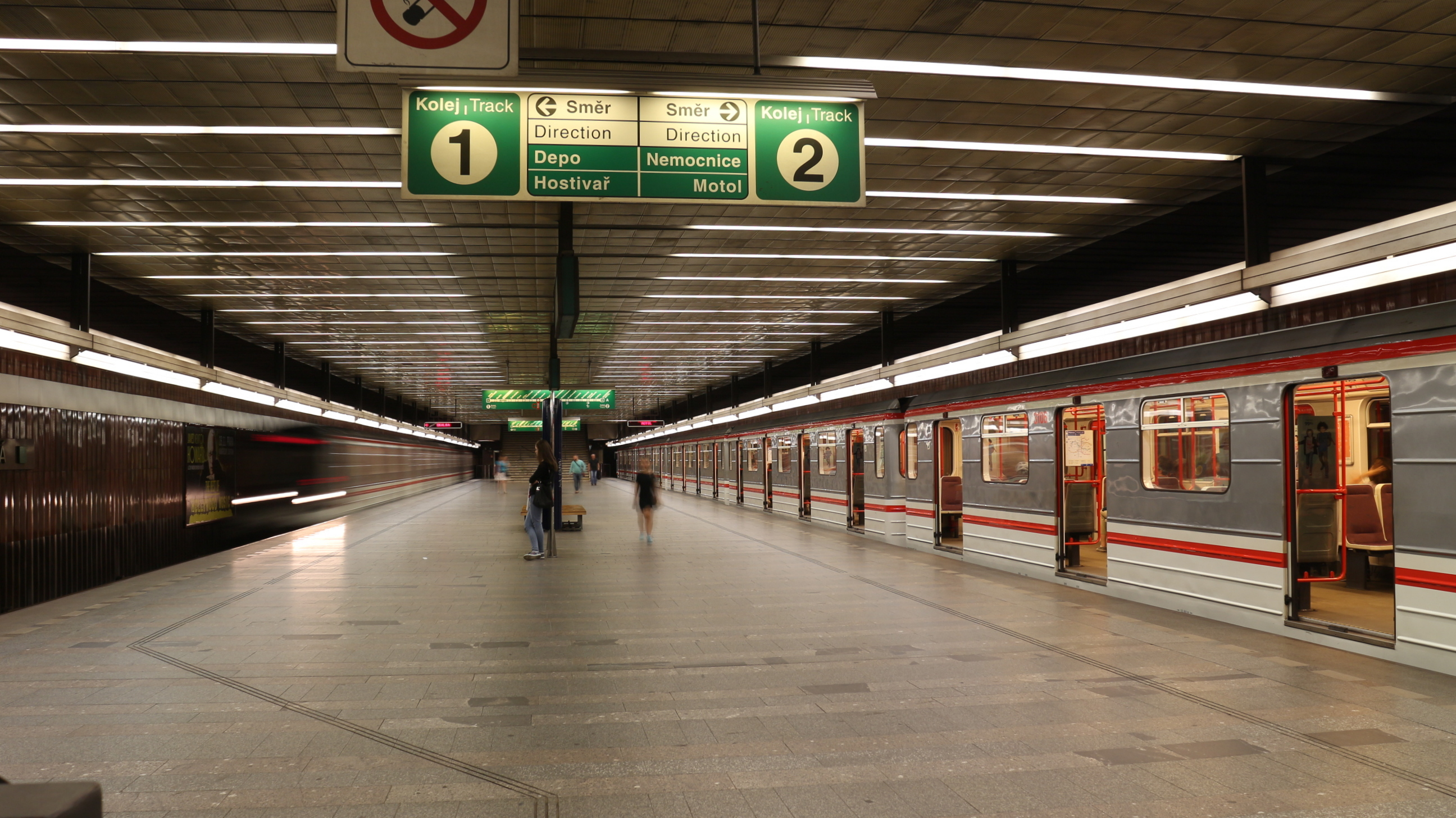
Interiér stanice metra Strašnická

Na území Strašnic jsou tři stanice metra: Strašnická, Skalka a nejnověji také Depo Hostivař. U stanic metra jsou významné terminály veřejné dopravy, zejména městské autobusové. Po zprovoznění stanice metra Skalka v roce 1990 byl několik měsíců v provozu zastřešený autobusový terminál Limuzská v sousedství tramvajové smyčky Černokostelecká. Uváděným důvodem jeho vybudování byl odpor obyvatel okolí stanice metra Skalka z přílišného provozu. Vzhledem k nevhodnému umístění a špatným přestupním vazbám byl terminál Limuzská zrušen a nyní slouží jako parkoviště, autobusové linky pak byly zakončeny na Skalce podle původních plánů.

### Tramvaj
Roku 1908 byla prodloužena elektrická dráha (tramvaj) od Flory do Starých Strašnic k nové vozovně, 8. října 1908 byl zahájen i provoz vozovny, v roce 1929 - 1932 byla vozovna rozšířena. 6. ledna 1935 byla tato trať propojena do Vršovic ulicí V Olšinách, 18. října 1936 byla zprovozněna trať na Zahradní Město (3. listopadu 1952 byla zprovozněna, jako mezilehlá, tramvajová smyčka u železniční zastávky, objíždějící blok s parkem a domem ulicí Radošovickou). V roce 1937 byla tramvajová trať od vozovny prodloužena do blízkosti dnešní zastávky Nové Strašnice, 24. července 1952 do smyčky Černokostelecká (v roce 2002 zrekonstruované), v roce 1952 byla trať prodloužena za hranice Strašnic k ústředním dílnám DP. Plánuje se výstavba tramvajové trati Počernickou ulicí k sídlišti Malešice, ale její výstavbu by prodražila přeložka hlavního vodovodního řadu.
V červenci a srpnu 2014 došlo k rekonstrukci a modernizaci tramvajové tratě po celé délce ulice Průběžné (od křižovatky s ulicí V Olšinách), přes ulici Švehlovu a dále až do zastávky Nádraží Hostivař. Staré koleje s panelovými podložkami byly nahrazeny kolejemi novými s izolačním podložím, pokrytými trávníky. Také vznikly nové ostrůvky pro cestující. Modernizací došlo ke snížení hlučnosti provozu tramvají a současně ke zvýšení průjezdové rychlosti.

### Železnice
Železniční zastávka Praha-Strašnice zastávka ležela na trati č. 221 do Benešova u Prahy, která je součástí IV. tranzitního železničního koridoru přes České Budějovice. Trať přes Strašnice je v provozu od 14. prosince 1871, zastávka byla zřízena roku 1906 pod názvem Strašnice zastávka, později Staré Strašnice zastávka, od roku 1942 Praha-Strašnice zastávka. Dne 12.12.2020 byla zrušena a nahrazena dvěma jinými (Zahradní Město a Eden ve Vršovicích). V zastávce stavěly linky PID S9.
Od roku 2019 také linka R49, to jsou spěšné vlaky Praha – Benešov – (Olbramovice – Tábor)
Název Praha-Strašnice nese nákladové nádraží, které navazuje na seřaďovací nádraží Praha-Vršovice. Obě postupně zanikají. Nákladní trať Vršovice – Malešice – Libeň byla zprovozněna roku 1919, v letech 1949–1957 po její větvi z Hostivaře do Libně byla provozována i osobní doprava a plánuje se její opětovné využití.

## Kultura, školství a sport

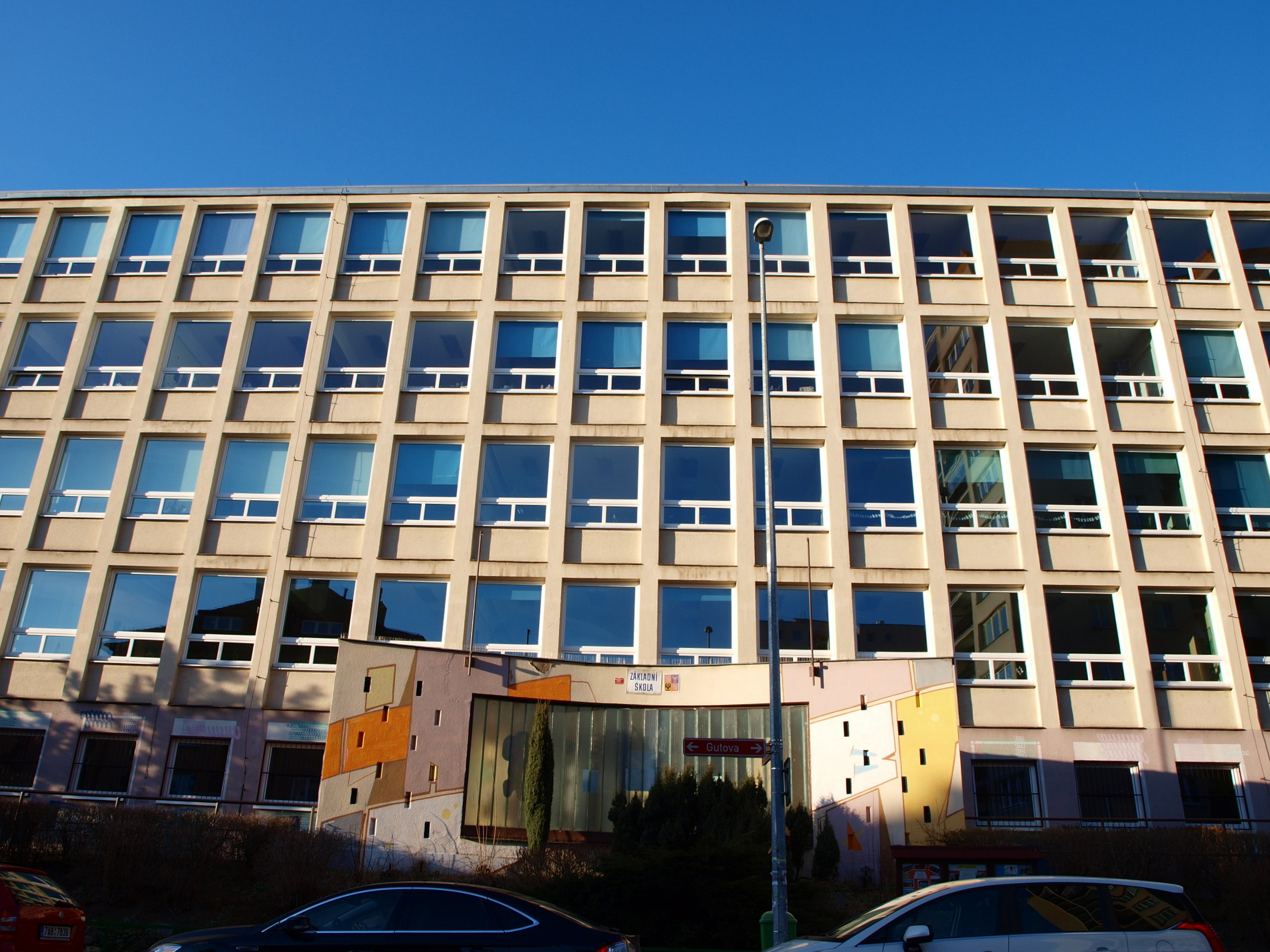
Základní škola Gutova

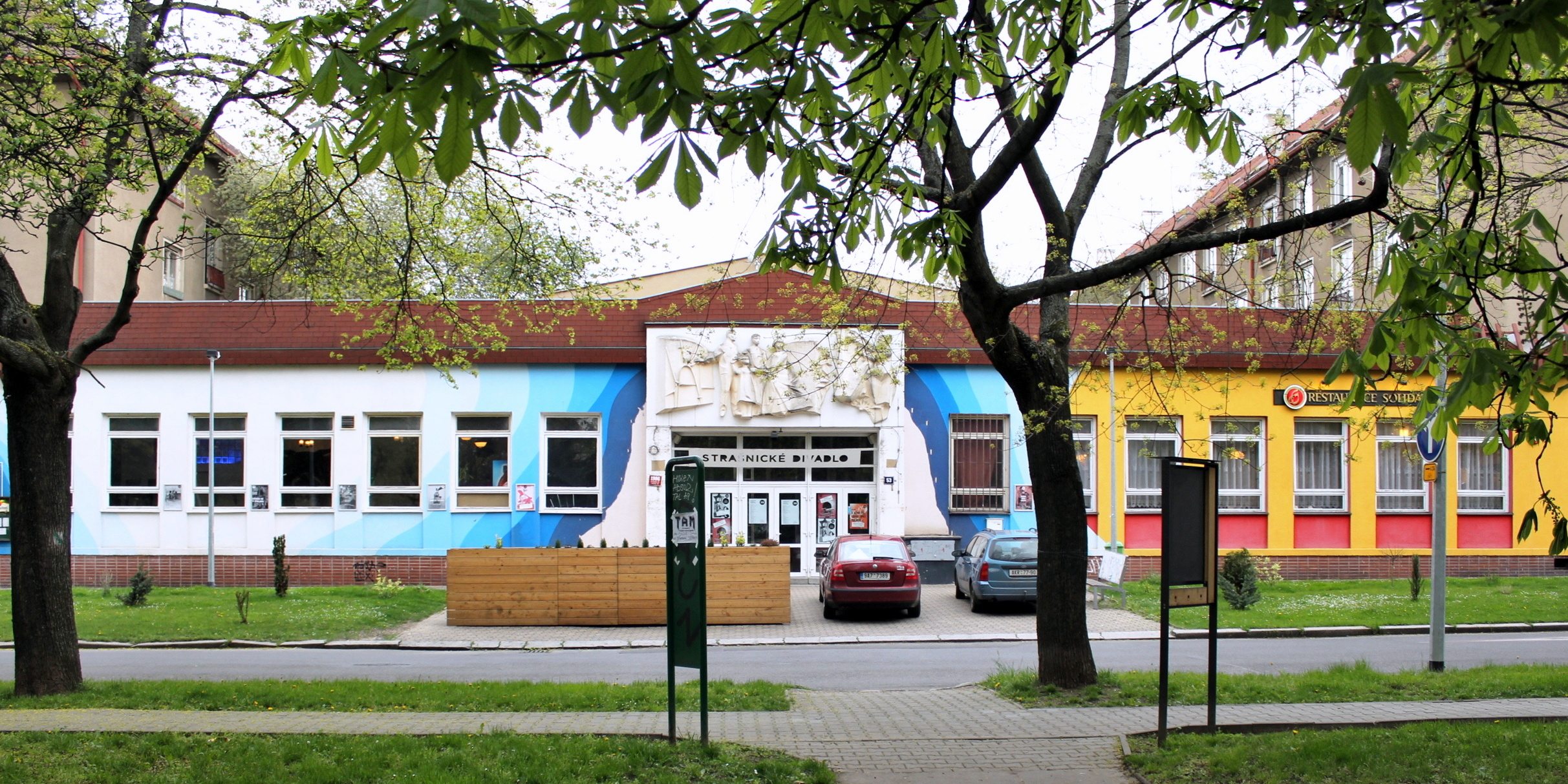
Strašnické divadlo (budova z roku 1961)

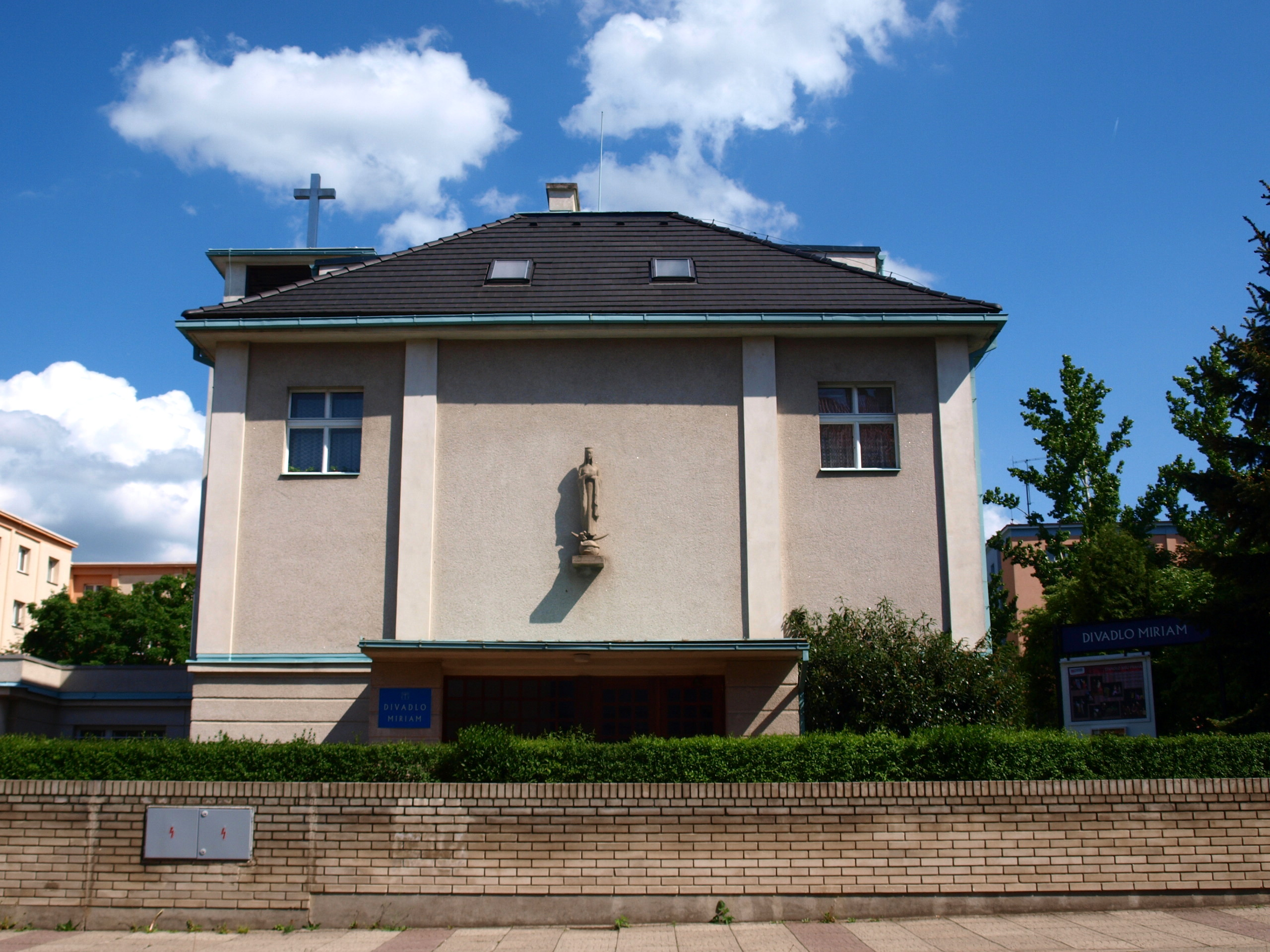
Divadlo Miriam při římskokatolickém kostele Neposkvrněného početí Panny Marie

Nejstarší strašnická škola, v níž nyní sídlí místní policejní oddělení, byla postavena podle projektu E. Brabce v roce 1877. Vedle, v těsném sousedství této budovy, byl v meziválečné době postaven rozsáhlý komplex školních budov zvaný „Pavilony“, který zahrnoval vyučování žáků 1.–8. ročníku. V budově, které se všeobecně říkalo „Zámeček“, již v roce 1950 sídlil SNB. Vedle areálu školy směrem k části Strašnic zvané Solidarita byly rozsáhlé luční, neupravované porosty.
Nová, secesní budova školy byla v roce 1909 postavena podle projektu Josefa Domka v ulici V Olšinách, u dnešní stanice metra Strašnická. V této škole sídlil štáb ozbrojených akcí pražského květnového povstání v roce 1945. Do roku 2009 v budově sídlila speciální škola a základní škola pro žáky s poruchami chování spojená se střední školou. V současné době je budova prázdná a je vypsáno výběrové řízení na její rekonstrukci.
Na území Strašnic leží velká moderní areálová základní škola Hostýnská, sloužící převážně malešickým dětem. Ve starých Strašnicích je základní škola Gutova a školní komplex v ulici Voděradské (gymnázium Voděradská), postavený jako měšťanská škola na přelomu 30. a 40. let, od 50. let sloužící jako střední škola. Dostavba mezi ulicemi Dubečská a Krupská byla dostavěna v 50. letech při výstavbě okolního sídliště při ulici Průběžná. Na sídlišti Skalka je velká pavilónová škola v ulici Olešské, v Nových Strašnicích je základní škola nedaleko Skalky v ulici V Rybníčkách (1961, ing. arch. Aleš Bořkovec), další je základní škola Solidarita (do srpna 2021 pod jménem Brigádníků) na sídlišti Solidarita v ulici Brigádníků (tzv. Fučíkova škola, postavena spolu se sídlištěm Solidarita koncem 40. let.).

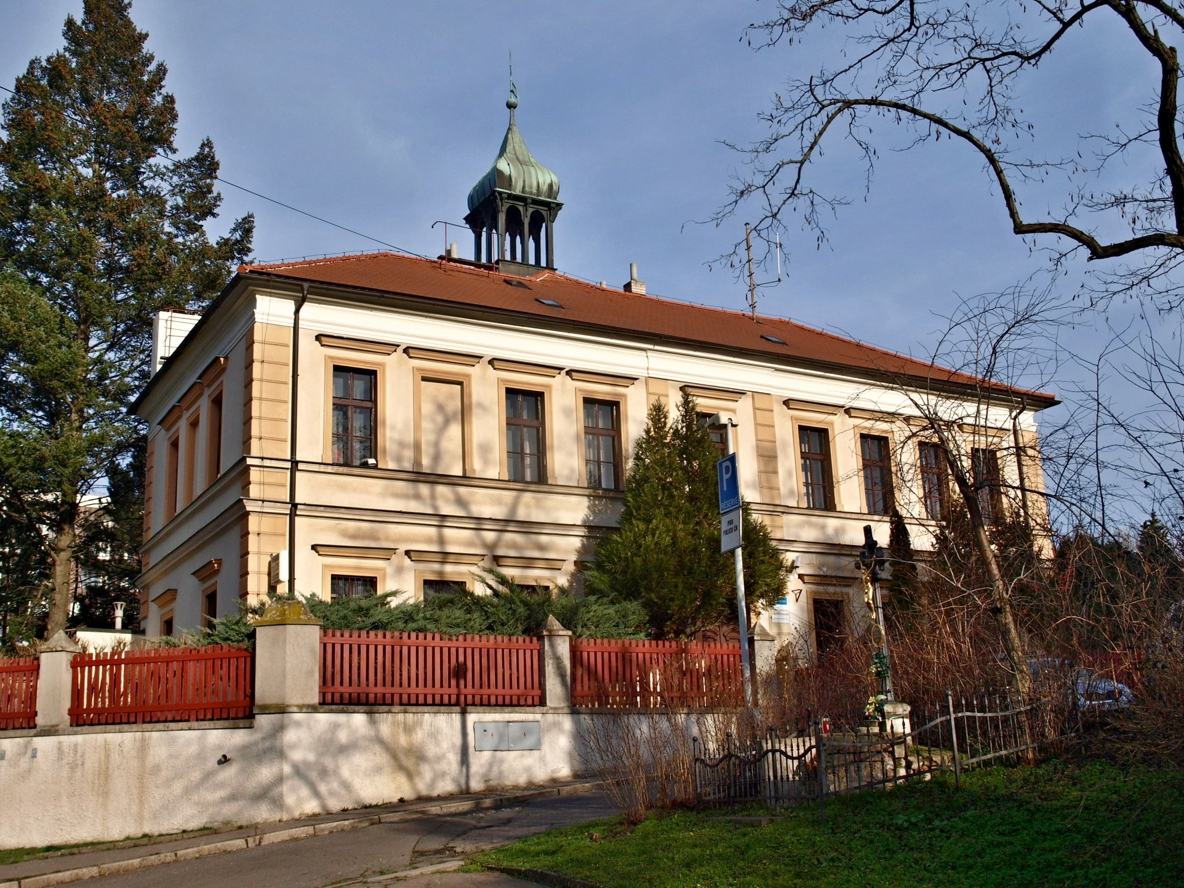
Škola z roku 1877, dnes místní policejní oddělení
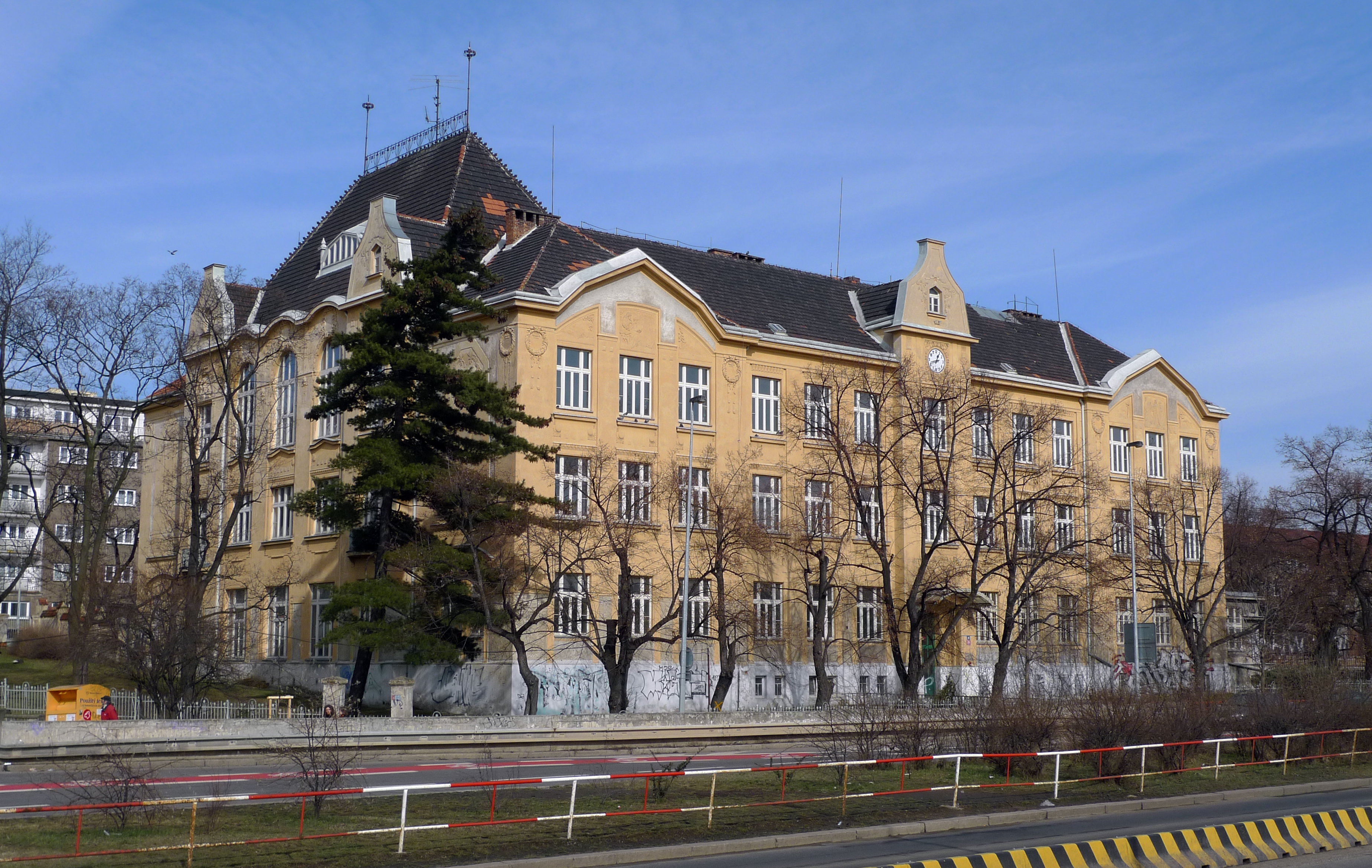
Škola z roku 1909, dnes speciální škola
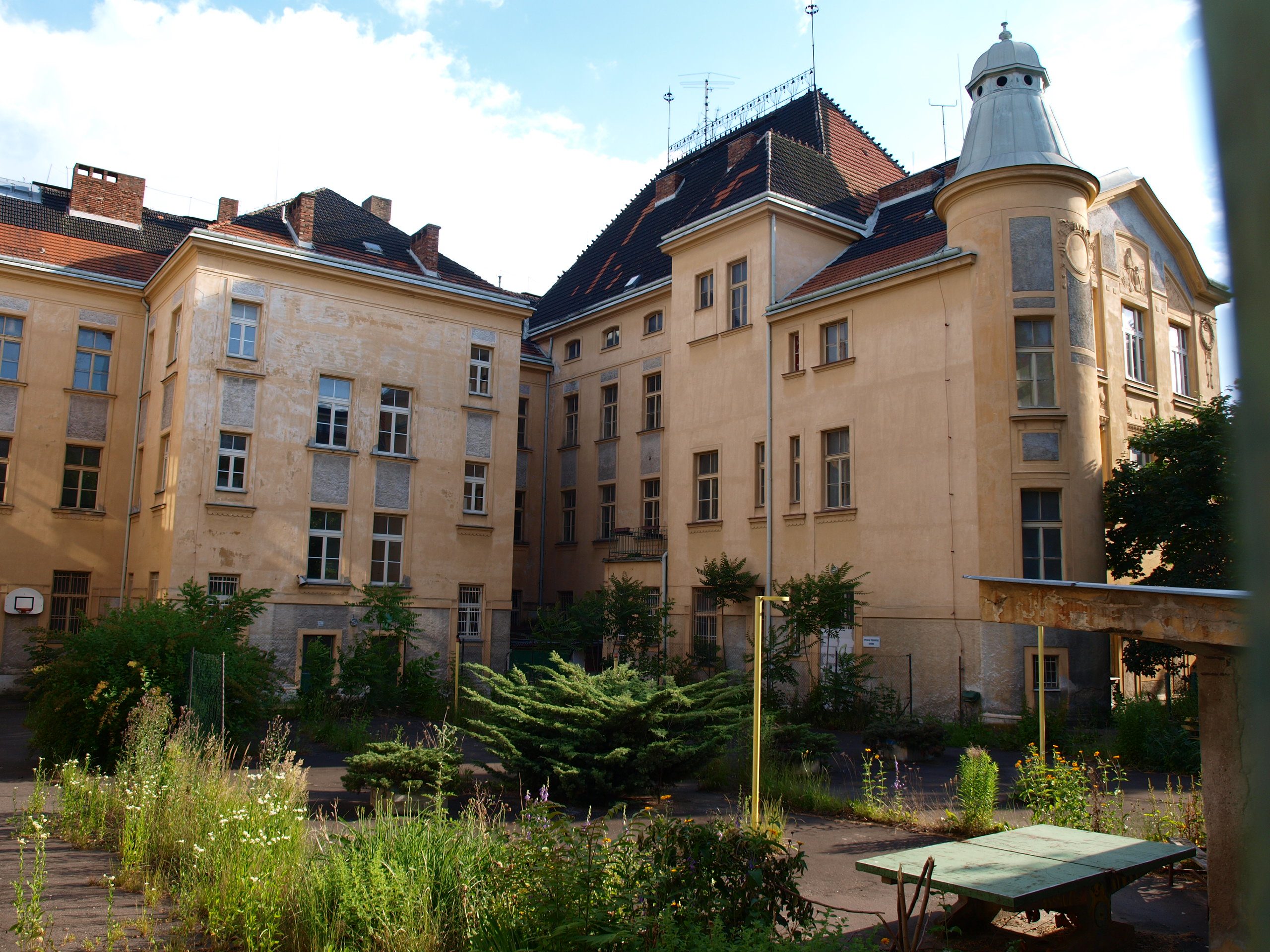
"Nová" strašnická škola
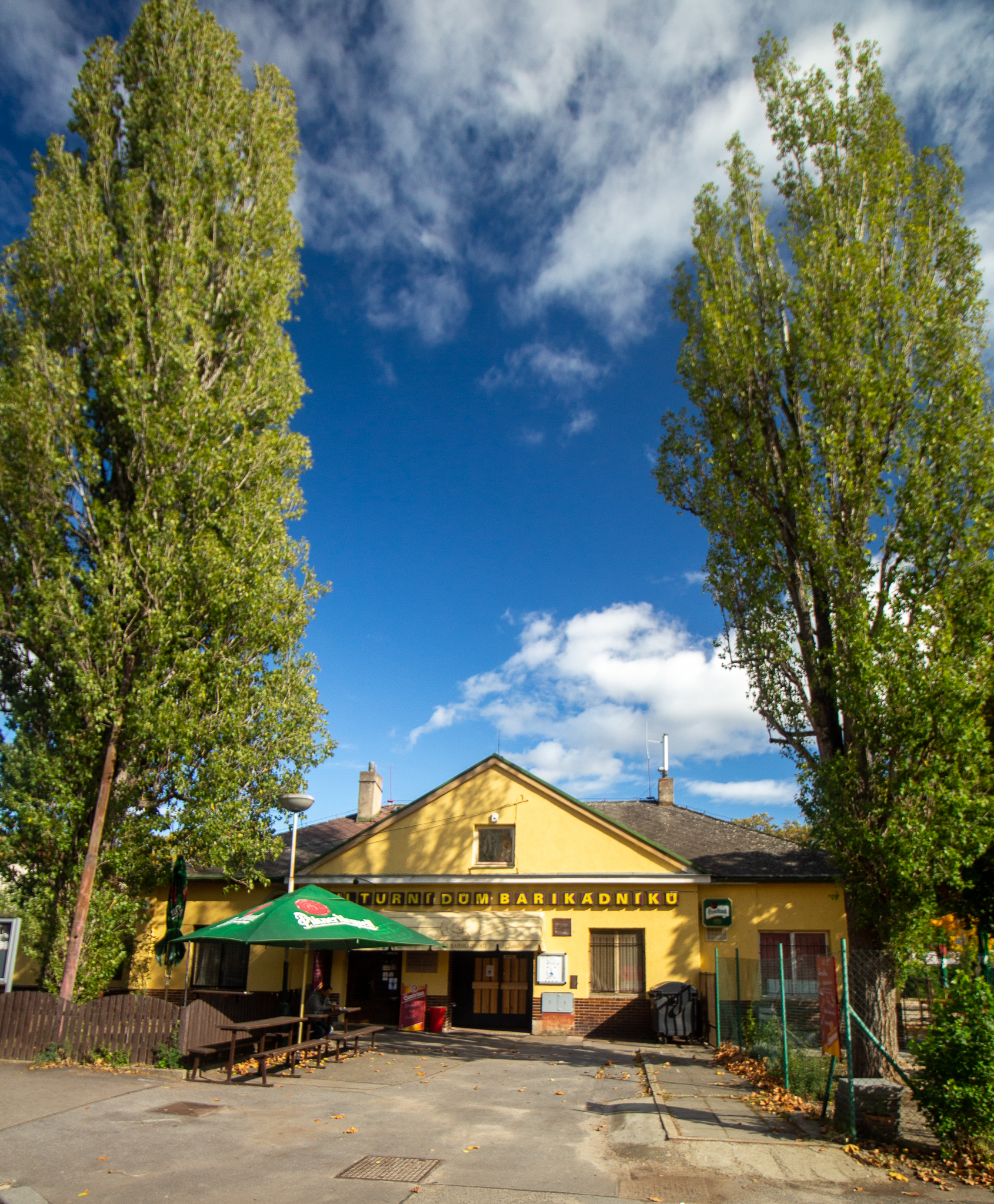
Kulturní dům Barikádníků – „Barča“
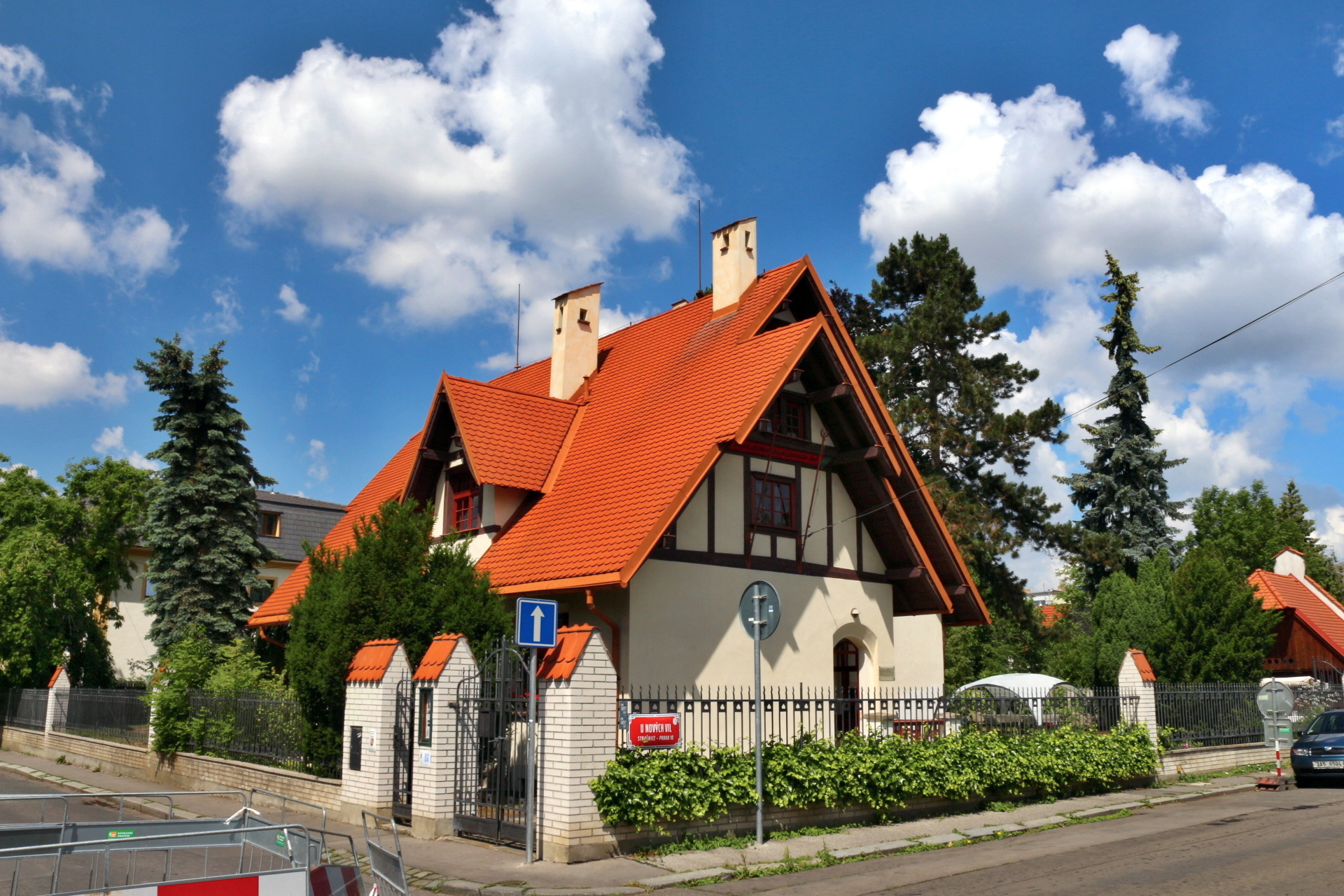
Trmalova vila

Hlavními středisky společenského života byly hostince „U Gustů“ a „U Trmalů“. Současným společenským střediskem je restaurace „U Kašpárka“ v Dubečské ulici a kulturní dům Barikádníků (zv. „Barča“). Z let 1902–1903 je Trmalova vila ve Vilové ulici vystavěná podle plánu architekta Jana Kotěry.
18. října 1908 byla založena strašnická sokolská jednota, zpočátku cvičila v hostinci U Trmalů. 11. června 1921 byla dokončena strašnická sokolovna v Saratovské ulici, v roce 1991 byla ve zchátralém stavu navrácena Sokolu, od té doby je budova i s areálem postupně obnovována.
Jižně od stanice metra Strašnická se v sousedství ZŠ Gutova rozkládá moderní Areál volného času Gutovka, zahrnující mj. jednu z největších umělých lezeckých stěn ve střední Evropě či skatepark, kde se konají i velmi významné závody a soutěže.
Ve Strašnicích v divadle Solidarita po desetiletí své největší slávy působilo Divadlo Járy Cimrmana (do roku 1992). Budova divadla na sídlišti Solidarita je z roku 1961, od roku 2006 nese název Strašnické divadlo. Zpočátku divadlo provozoval obvodní kulturní dům, od roku 1992 samostatná příspěvková organizace Divadlo Solidarita, od léta 2004 po výběrovém řízení občanské sdružení Divadlo Company.cz.
V letech 1925–1945 byl v oblasti dnešních tenisových dvorců na Třebešíně rozhlasový vysílač, který sehrál významnou úlohu při květnovém povstání v roce 1945, což připomíná pamětní deska u plotu. Po roce 1948 byl vysílač demontován, původní domek je zachován.
Ve Strašnicích byla dvě kina – Kino Vesna v bývalém Němcově Společenském domě v ulici V Olšinách (zbořeno) a Kino Mír ve Starostrašnické proti tramvajové vozovně.

## Hřbitov, církve, sbory, kostely
Evangelický hřbitov ve Vinohradské ulici nedaleko hranic s Vinohrady byl zřízen kolem roku 1795. V roce 1950 byl uzavřen, deset let po uzavření měl být zrušen. V současné době je zpustlý, uzavřený a místy obydlený bezdomovci. V roce 1998 v něm bylo 598 hrobů a 54 hrobek. Hřbitovní kaple je od roku 1955 v užívání Československé církve husitské, která zde zřídila i kolumbárium. V roce 1958 bylo rozhodnuto o náhradě hřbitova rekreačními sportovními plochami, plán nebyl realizován. Roku 2000 bylo rozhodnuto, že sem budou ze společného hrobu na ďáblickém hřbitově i z dalších míst přemístěny ostatky vojáků wehrmachtu z května 1945, k tomu však nedošlo. V současné době je hřbitov postupně opravován.
U Vinohradské ulice je starší ze dvou pražských krematorií, pochází z roku 1931 (motolské z roku 1954).
Od 1. října 1929 mají Strašnice vlastní římskokatolickou farnost (do té doby patřily do olšanské farnosti sv. Rocha). Budova fary, která pak po desetiletí sloužila i jako provizorní kaple, byla budována od poloviny března do 31. srpna 1930. Původně plánový nový kostel Neposkvrněného početí Panny Marie, jehož stavba byla nejprve z finančních, pak z politických důvodů odkládána, byl nakonec v netradiční podobě postaven v období mezi 11. listopadem 1992 a 17. červnem 1994. V bývalé farní kapli v roce 2000 zakotvilo Divadlo Miriam.
V roce 1937 byl založen místní sbor Českobratrské církve evangelické a postavena jeho vlastní budova v Kralické ulici.
Ve Vilové ulici v domě Bét-El působí sbor církve Adventistů sedmého dne.

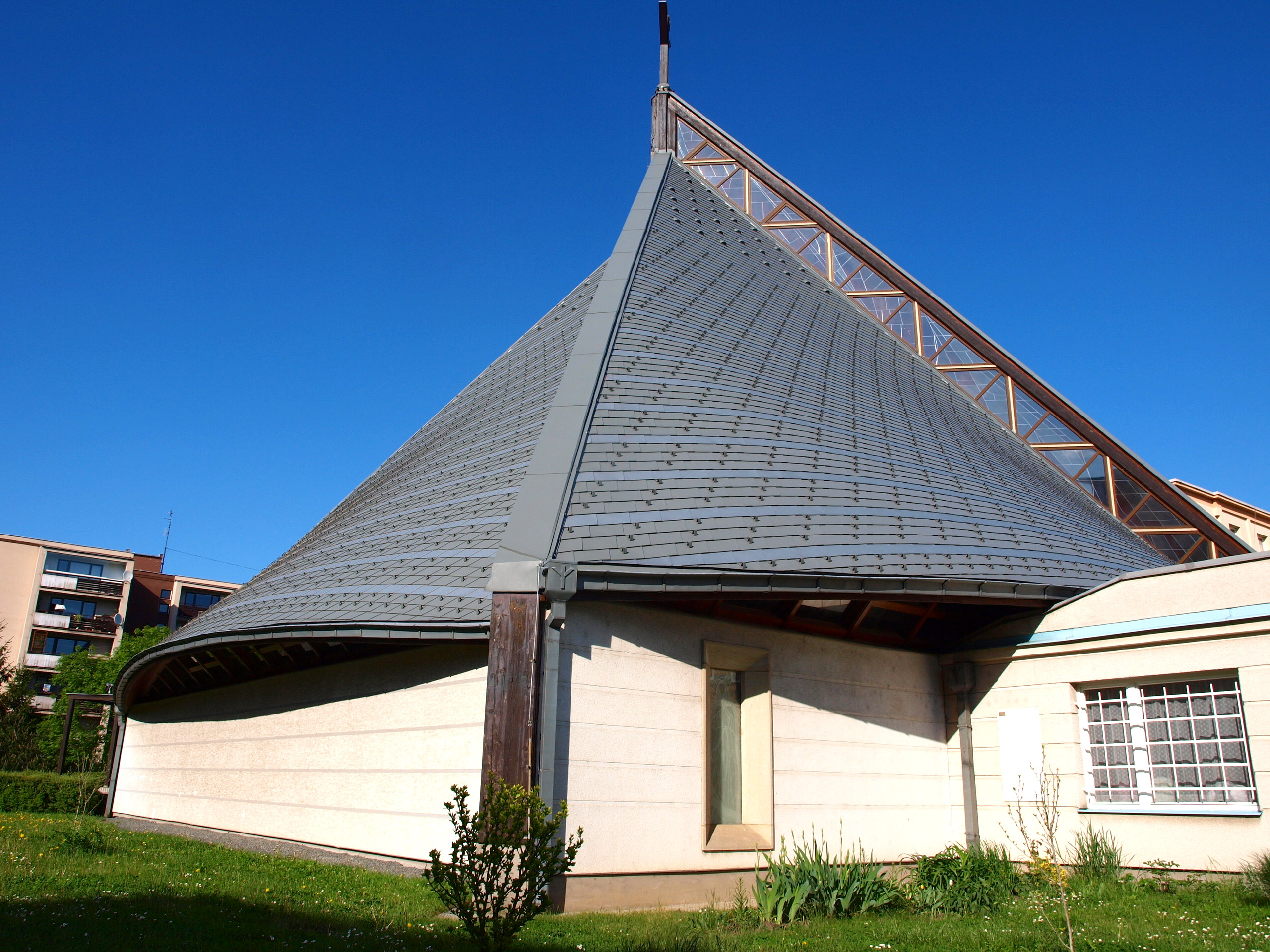
Římskokatolický farní kostel Neposkvrněného početí Panny Marie z roku 1994, vpravo od něj fara z roku 1930, která více než 60 let sloužila jako kaple
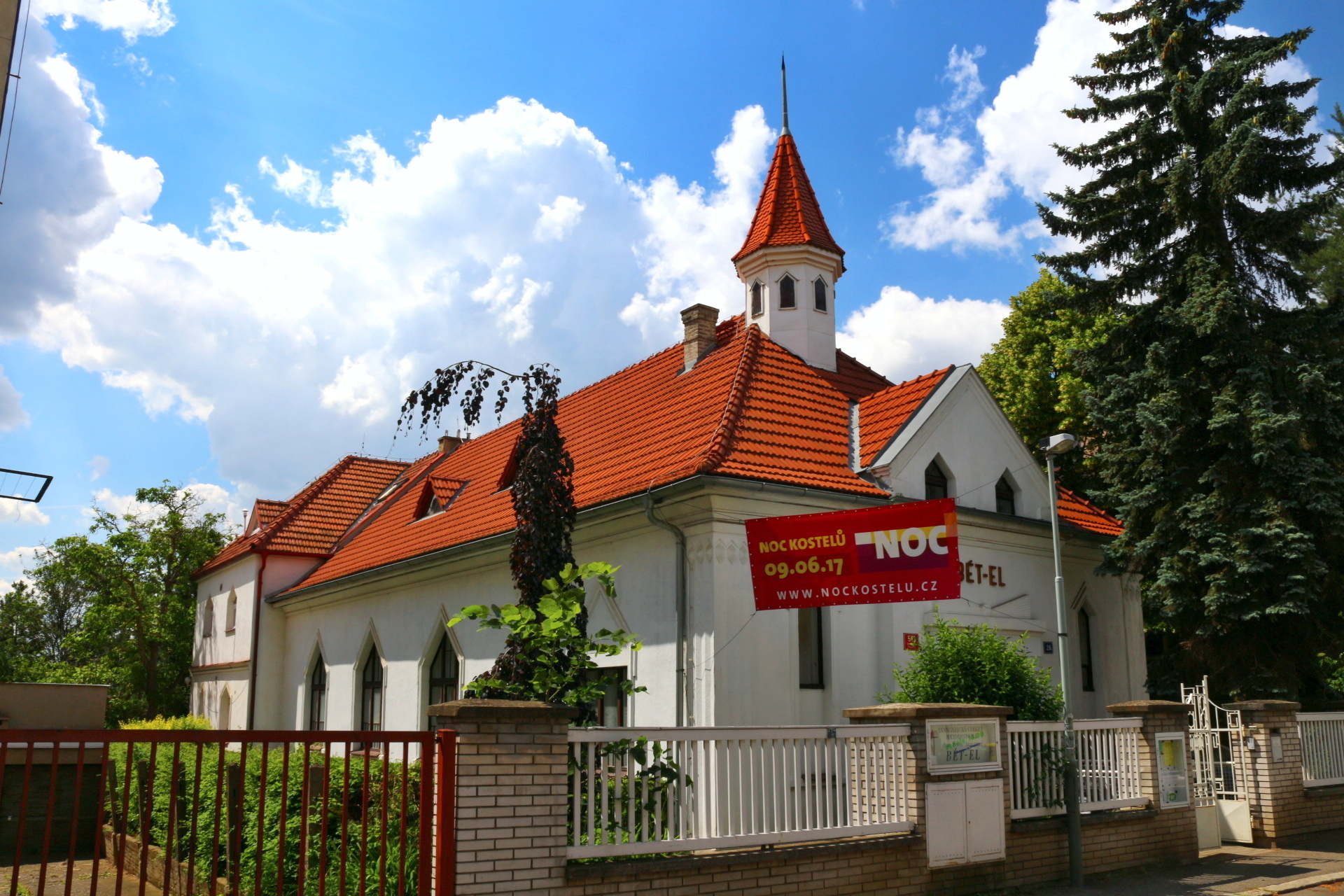
Strašnický sbor adventistů sedmého dne „Bét-El“
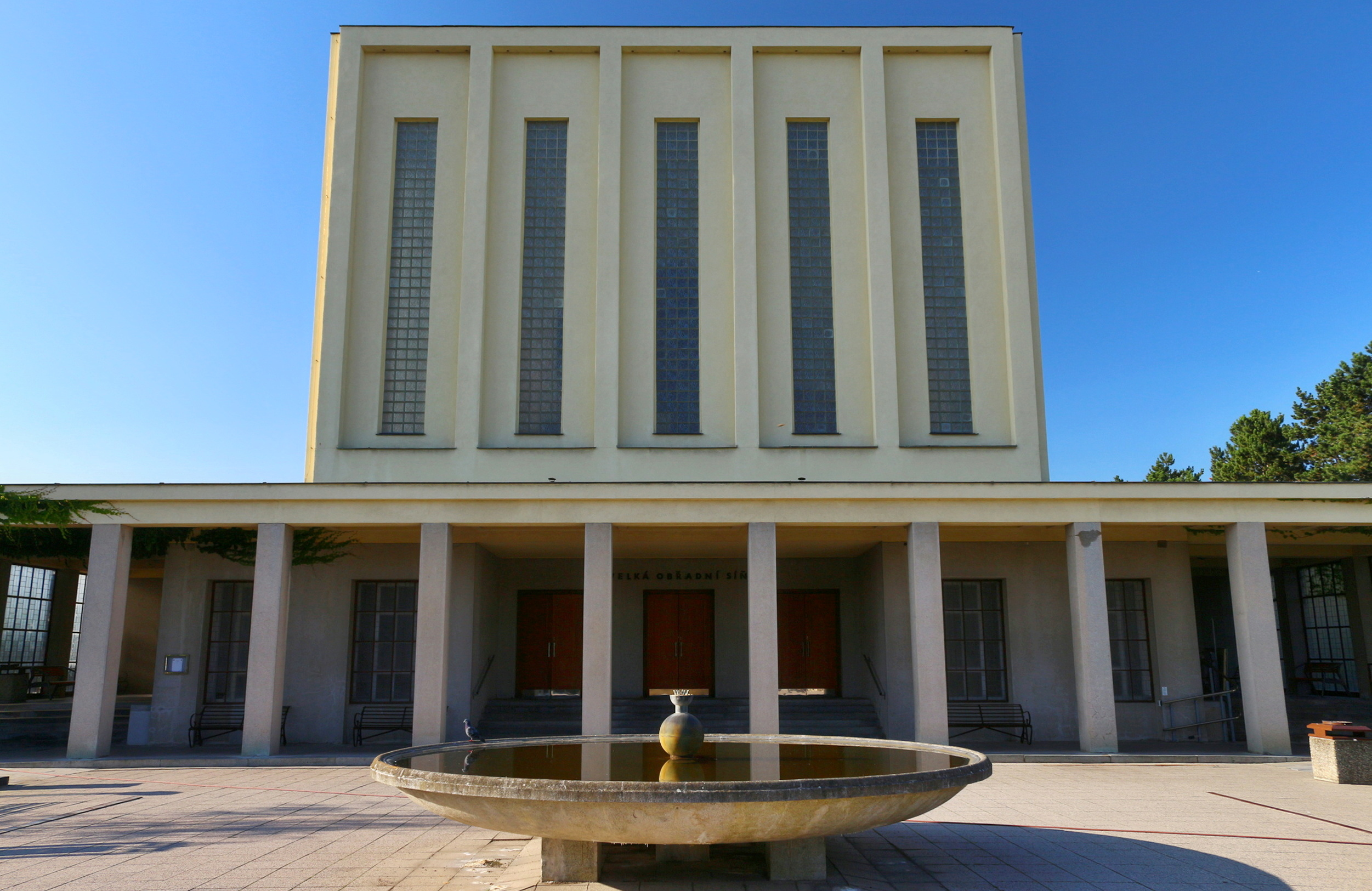
Strašnické krematorium (postaveno roku 1931), ve skutečnosti leží již v katastru Vinohrad.

## Fotogalerie

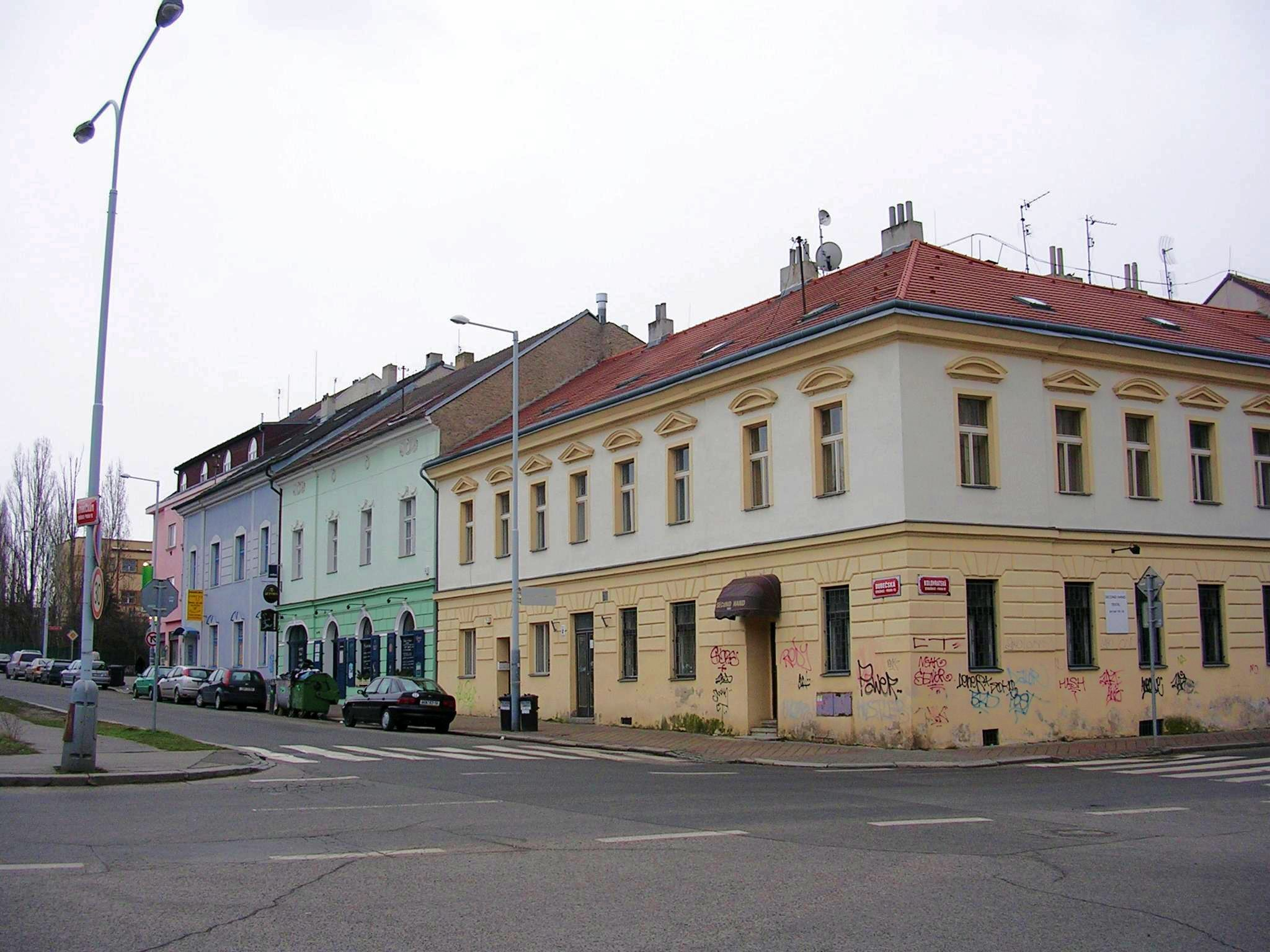
Blok domů na rohu ulic Dubečské a Kolovratské zřejmě pamatuje venkovské časy Starých Strašnic
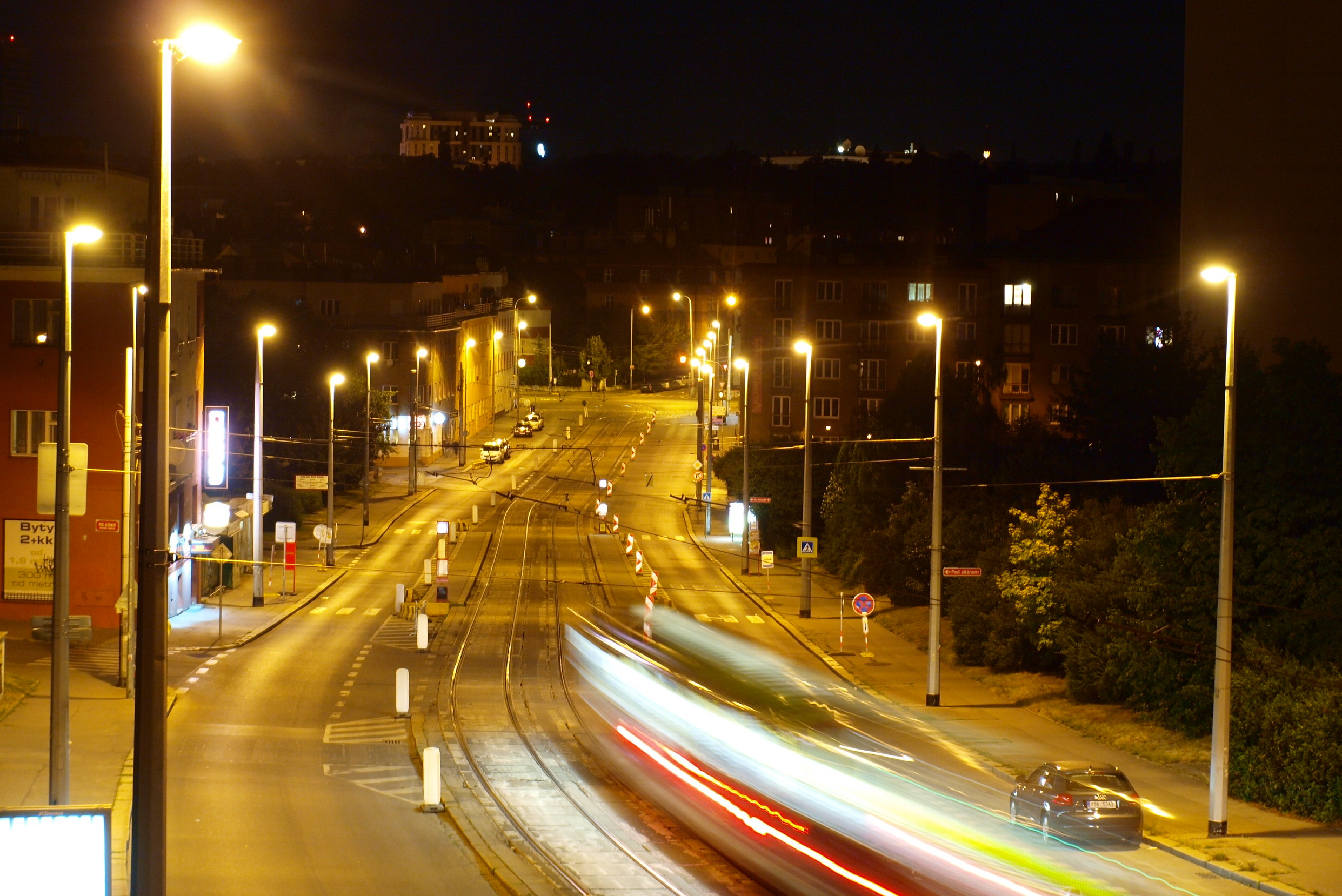
Průběžná ulice v noci
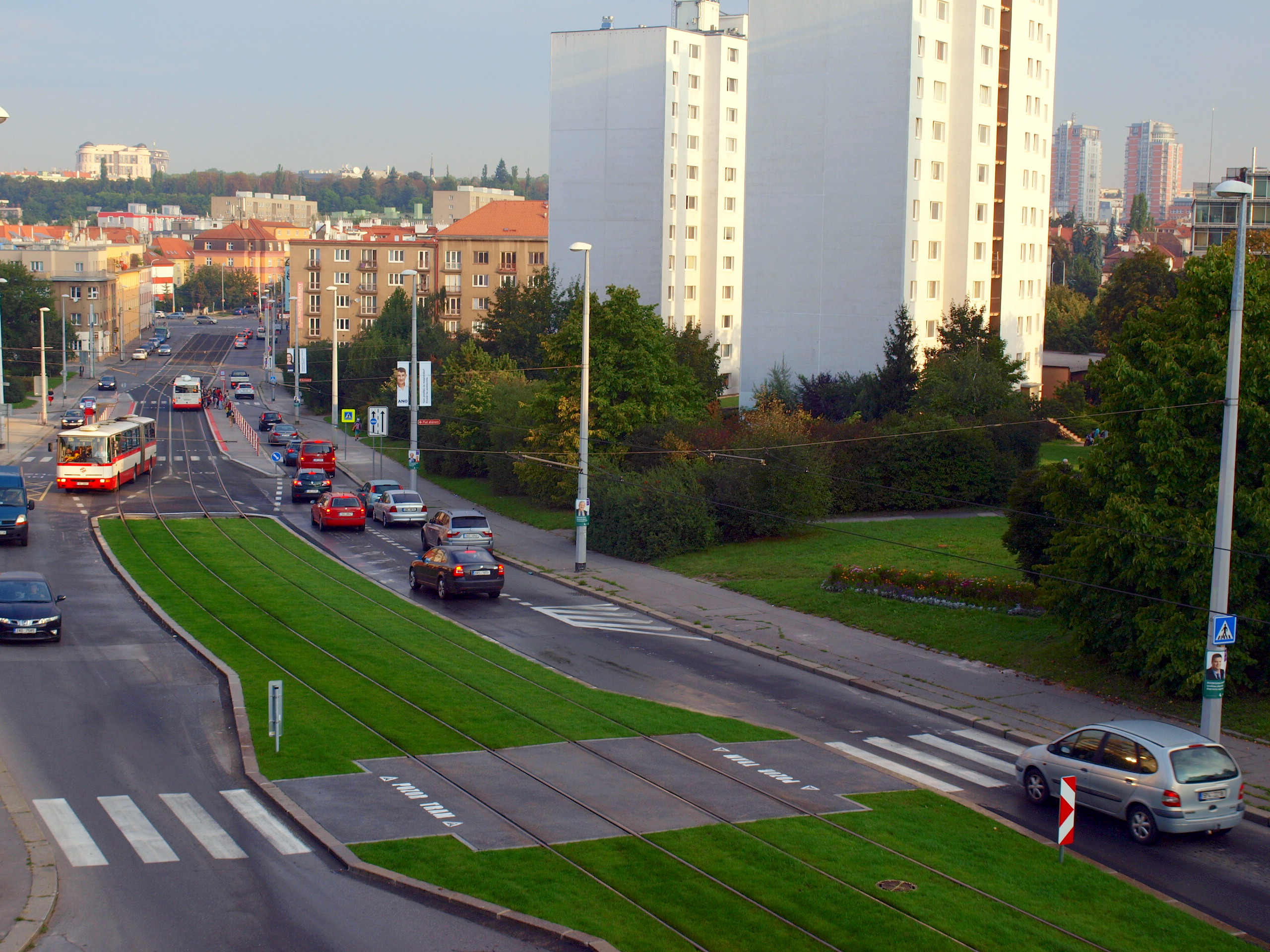
Průběžná ulice těsně po dokončení rekonstrukce tramvajové trati, srpen 2014
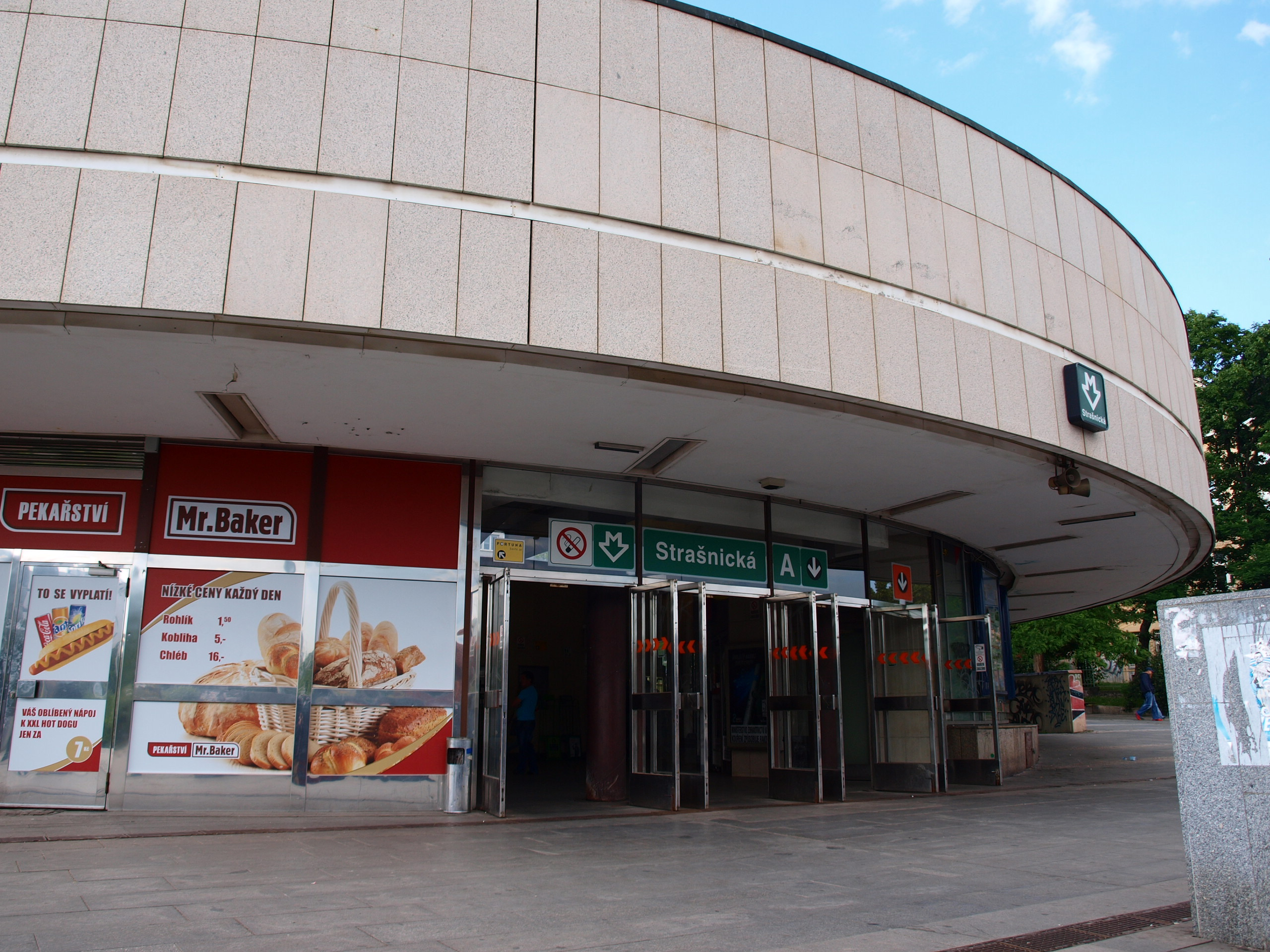
Vstup do stanice metra Strašnická
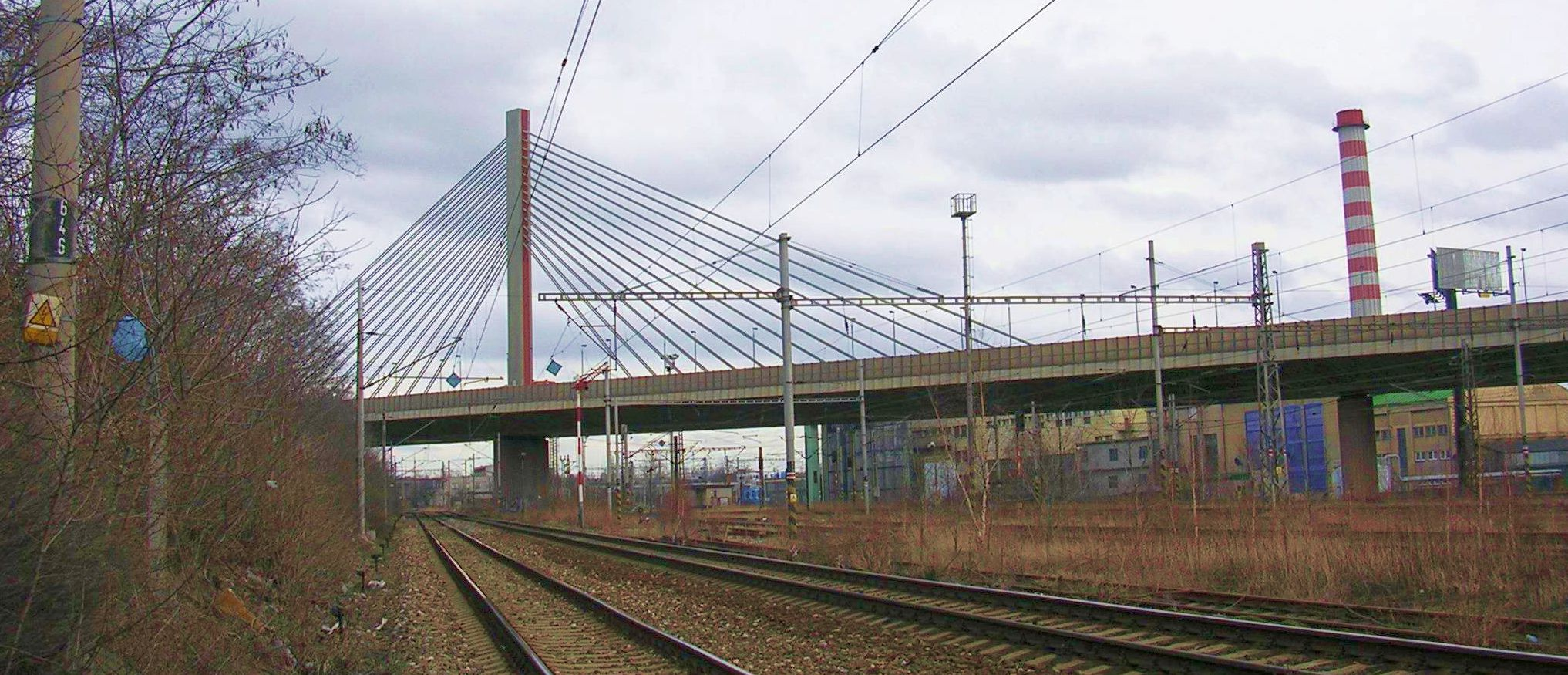
Most Jižní spojky nad železniční tratí Praha–České Budějovice
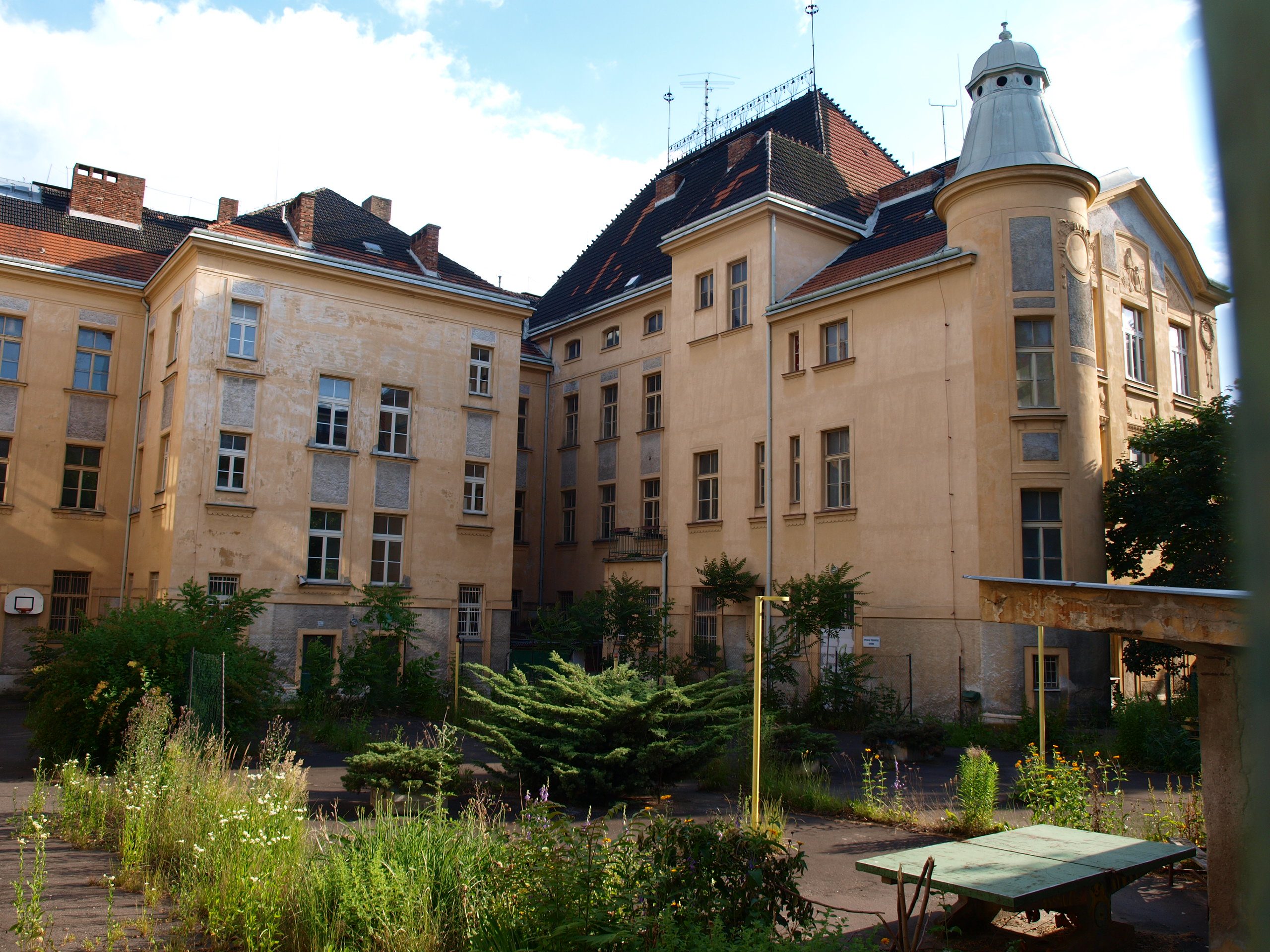
Zanedbaný dvůr strašnické školy
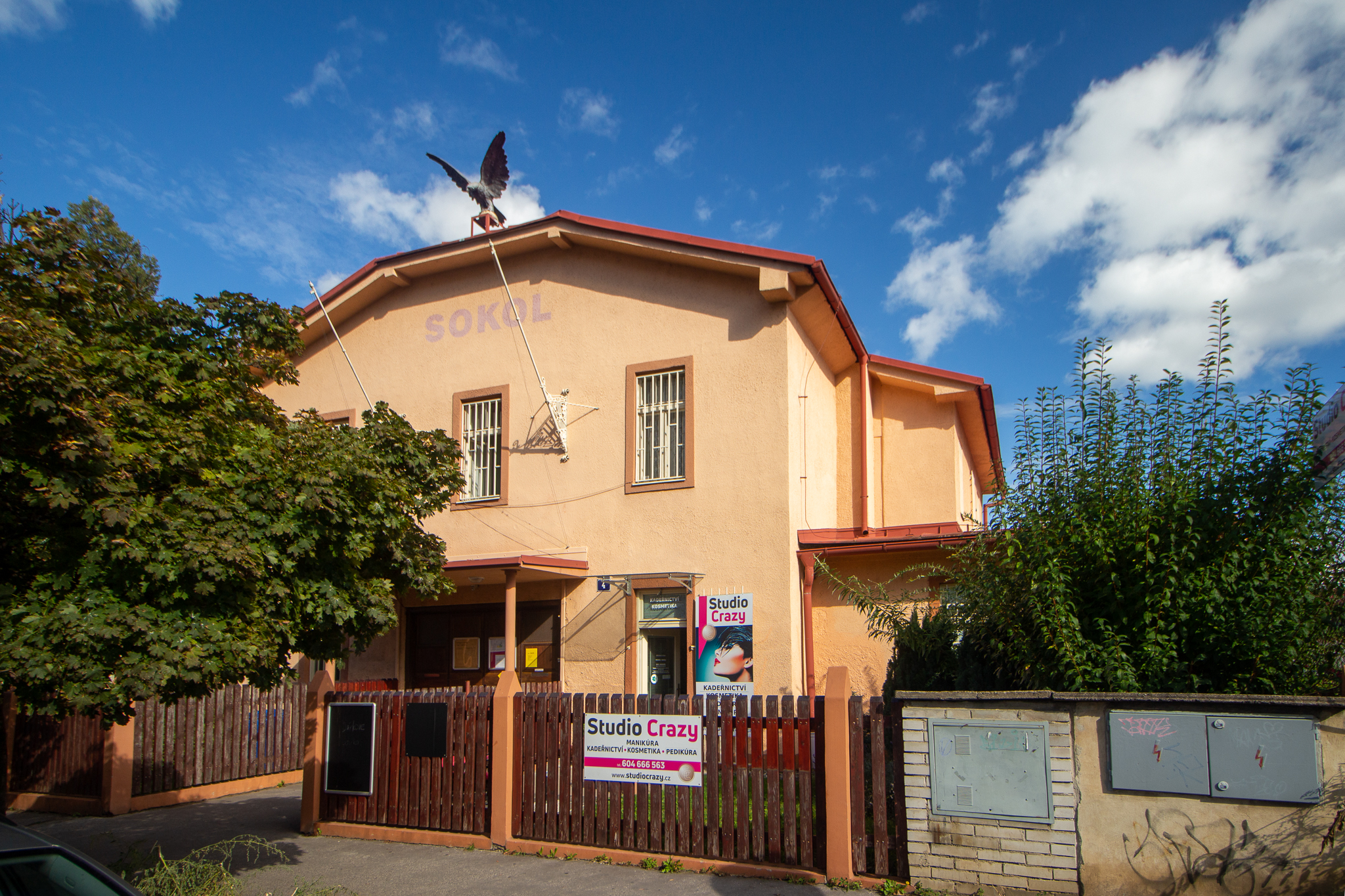
Strašnická sokolovna
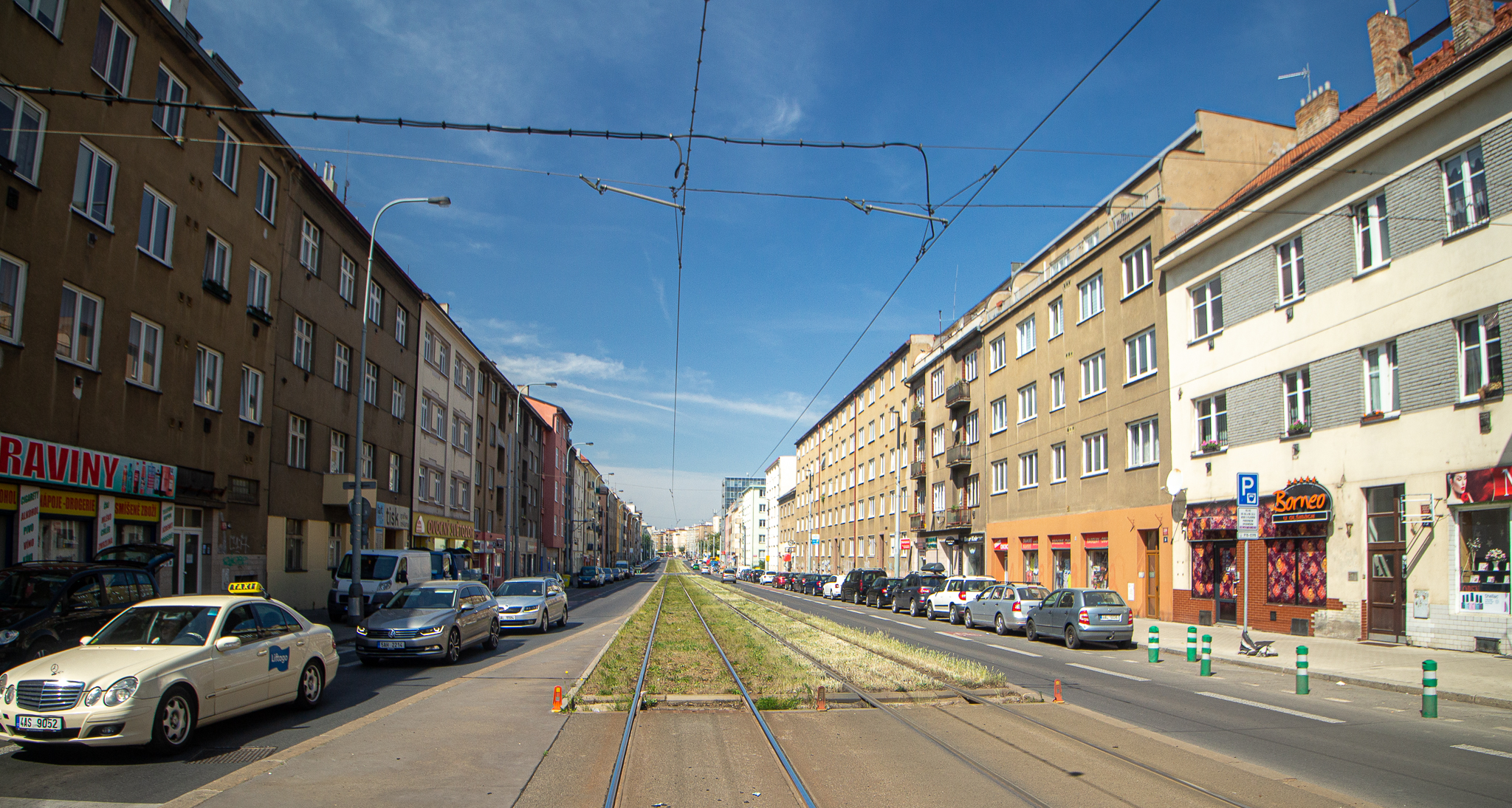
Ulice V Olšinách